# أندري باتشيكو
أندري باتشيكو (بالإنجليزية: Andrei Pacheco)‏ (20 سبتمبر 1984 في ترينيداد وتوباغو - ) هو لاعب كرة قدم ترينيداد وتوباغو في مركز الوسط. شارك مع منتخب ترينيداد وتوباغو لكرة القدم. أما مع النوادي، فقد لعب مع دبليو كونكشن وكولومبوس كرو وT&TEC Sports Club ‏ وPoint Fortin Civic F.C. ‏.

## وصلات خارجية
- أندري باتشيكو على موقع الاتحاد الدولي (مؤرشف)  (الإنجليزية)
- أندري باتشيكو على موقع قاعدة بيانات كرة القدم.إي يو (الإنجليزية)
- أندري باتشيكو على موقع ناشيونال فوتبول تيمز (الإنجليزية)
- أندري باتشيكو على موقع Soccerway.com (الإنجليزية)
- أندري باتشيكو على موقع عالم كرة القدم.نت (الإنجليزية)